# Кидзё
Кидзё (яп. 木城町 Кидзё:-тё:) — посёлок в Японии, находящийся в уезде Кою префектуры Миядзаки. Площадь посёлка составляет 146,02 км², население — 5155 человек (1 августа 2014), плотность населения — 35,30 чел./км².

## Географическое положение
Посёлок расположен на острове Кюсю в префектуре Миядзаки региона Кюсю. С ним граничат города Сайто, Хюга и посёлки Каваминами, Таканабе, Цуно, Мисато.

## Население
Население посёлка составляет 5155 человек (1 августа 2014), а плотность — 35,30 чел./км².

## Символика
Цветком посёлка считается космея, птицей — Treron sieboldii.